# Todd Krygier
Todd Andrew Krygier, född 12 oktober 1965, är en amerikansk före detta professionell ishockeyforward som tillbringade nio säsonger i den nordamerikanska ishockeyligan National Hockey League (NHL), där han spelade för ishockeyorganisationerna Hartford Whalers, Washington Capitals och Mighty Ducks of Anaheim. Han producerade 243 poäng (100 mål och 143 assists) samt drog på sig 533 utvisningsminuter på 543 grundspelsmatcher. Han spelade också på lägre nivåer för New Haven Nighthawks, Binghamton Whalers och Portland Pirates i American Hockey League (AHL), Orlando Solar Bears i International Hockey League (IHL) och Connecticut Huskies (University of Connecticut) i National Collegiate Athletic Association (NCAA).
Krygier blev aldrig draftad av någon NHL-organisation.

## Statistik
| 1984–1985   | Connecticut Huskies     | NCAA        | 14  | 14  | 11  | 25  | 12  | —  | —  | —  | —  | —  |
| 1985–1986   | Connecticut Huskies     | NCAA        | 32  | 29  | 27  | 56  | 46  | —  | —  | —  | —  | —  |
| 1986–1987   | Connecticut Huskies     | NCAA        | 28  | 24  | 24  | 48  | 44  | —  | —  | —  | —  | —  |
| 1987–1988   | Connecticut Huskies     | NCAA        | 27  | 32  | 39  | 71  | 28  | —  | —  | —  | —  | —  |
|             | New Haven Nighthawks    | AHL         | 13  | 1   | 5   | 6   | 34  | —  | —  | —  | —  | —  |
| 1988–1989   | Binghamton Whalers      | AHL         | 76  | 26  | 42  | 68  | 77  | —  | —  | —  | —  | —  |
| 1989–1990   | Hartford Whalers        | NHL         | 58  | 18  | 12  | 30  | 52  | 7  | 2  | 1  | 3  | 4  |
|             | Binghamton Whalers      | AHL         | 12  | 1   | 9   | 10  | 16  | —  | —  | —  | —  | —  |
| 1990–1991   | Hartford Whalers        | NHL         | 72  | 13  | 17  | 30  | 95  | 6  | 0  | 2  | 2  | 0  |
| 1991–1992   | Washington Capitals     | NHL         | 67  | 13  | 17  | 30  | 107 | 5  | 2  | 1  | 3  | 4  |
| 1992–1993   | Washington Capitals     | NHL         | 77  | 11  | 12  | 23  | 60  | 6  | 1  | 1  | 2  | 4  |
| 1993–1994   | Washington Capitals     | NHL         | 66  | 12  | 18  | 30  | 60  | 5  | 2  | 0  | 2  | 10 |
| 1994–1995   | Mighty Ducks of Anaheim | NHL         | 35  | 11  | 11  | 22  | 10  | —  | —  | —  | —  | —  |
| 1995–1996   | Mighty Ducks of Anaheim | NHL         | 60  | 9   | 28  | 37  | 70  | —  | —  | —  | —  | —  |
|             | Washington Capitals     | NHL         | 16  | 6   | 5   | 11  | 12  | 6  | 2  | 0  | 2  | 12 |
| 1996–1997   | Washington Capitals     | NHL         | 47  | 5   | 11  | 16  | 37  | —  | —  | —  | —  | —  |
| 1997–1998   | Washington Capitals     | NHL         | 45  | 2   | 12  | 14  | 30  | 13 | 1  | 2  | 3  | 6  |
|             | Portland Pirates        | AHL         | 6   | 3   | 4   | 7   | 6   | —  | —  | —  | —  | —  |
| 1998–1999   | Orlando Solar Bears     | IHL         | 65  | 19  | 40  | 59  | 82  | 17 | 9  | 10 | 19 | 16 |
| 1999–2000   | Orlando Solar Bears     | IHL         | 28  | 7   | 13  | 20  | 12  | 6  | 2  | 1  | 3  | 2  |
| NHL totalt  | NHL totalt              | NHL totalt  | 543 | 100 | 143 | 243 | 533 | 48 | 10 | 7  | 17 | 40 |
| AHL totalt  | AHL totalt              | AHL totalt  | 107 | 31  | 60  | 91  | 133 | —  | —  | —  | —  | —  |
| IHL totalt  | IHL totalt              | IHL totalt  | 93  | 26  | 53  | 79  | 94  | 23 | 11 | 11 | 22 | 18 |
| NCAA totalt | NCAA totalt             | NCAA totalt | 101 | 99  | 101 | 200 | 130 | —  | —  | —  | —  | —  |